# NT plus

Das Logo der NT-plus-Marke teleprofi

Die Unternehmensgruppe NT plus, auch unter der Endkunden-Vertriebsmarke teleprofi bekannt, war nach eigenen Angaben der größte deutsche Telekommunikations-Distributor. Der Umsatz belief sich 2010 auf 224,56 Millionen Euro (nur NT plus GmbH als größte Einzelgesellschaft), die Zahl der Mitarbeiter betrug im Jahresdurchschnitt 255. Der Vertrieb erfolgte über 12.000 gelistete Fachhändler (davon 5.500 regelmäßig kaufend).
Seit dem 1. November 2010 ist NT plus mit Actebis verschmolzen.

## Geschichte
Das Unternehmen ging aus der 1990 von Bene und Jan Nintemann gegründeten Nintemann Telecom GmbH hervor. 1997 erfolgte eine Umbenennung in NT plus. Seit 1999 firmierte das Unternehmen als Aktiengesellschaft. Vorstand war seit der Fusion mit der Phonet Telecom GmbH 2005 Axel Grellhorst, bis dieser im April 2008 von Volker Schwellenberg abgelöst wurde.
Gesellschafter war vom 5. November 2007 die Beteiligungsgesellschaft Arques Industries, welche die NT plus AG im April 2008 in eine GmbH umwandelte. Seit 1. Januar 2008 war NT plus Teil der in Soest ansässigen Actebis-Gruppe. Letztere wurde am 4. August 2008 an die Droege Capital GmbH verkauft.
Am 1. November 2010 wurde der operative Geschäftsbereich der NT plus GmbH in die Actebis Peacock GmbH (heute Also Deutschland) integriert.
Seit der Fusion der Actebis Peacock GmbH mit der Also Holding am 9. Februar 2011 gehörte NT plus zur Also-Actebis Holding (heute Also Holding).

## Struktur
Sitz von NT plus ist Osnabrück. Das Logistikzentrum befand sich in Staufenberg bei Kassel. Tochtergesellschaften der konzernführenden NT plus waren:
- MFG Mobil-Funk-Gesellschaft (Osnabrück)
- Fulfilment plus GmbH (Staufenberg)
- CPT Markenservice GmbH (Osnabrück)

## Produkte
Das Portfolio umfasste etwa 10.000 Produkte von 120 Herstellern und Netzbetreibern, insbesondere aus den Bereichen Netzvermarktung, Mobile Kommunikation, Festnetz-Endgeräte, Office Equipment, Navigationssysteme/Car-Infotainmentsysteme, TK-Systeme, IT und PMR. Außerdem bot der Konzern mitsamt seinen Tochtergesellschaften Dienstleistungen auf den Gebieten Netzvermarktung, Projektunterstützung, Finanzdienstleistungen, Marketing, Service/Reparaturen, Support, Logistik, E-Business, Procurement und Fulfillment.

## Sponsoring
NT plus engagierte sich als Sponsor für den Zoo Osnabrück sowie den Fußballverein VfL Osnabrück.